# Henry Churchmann-Gregory
Pour les articles homonymes, voir Gregory.
Henry Churchmann-Gregory, né le 13 novembre 1823 à Farnsfield et mort en 1869 à Brisbane, est un explorateur britannique.

## Biographie
Frère de Augustus Charles et de Francis Thomas Gregory, il prend part à l'expédition de 1846 dans le sud de l'Australie puis à celle de 1855 mais, en raison de sa santé, ne participera pas aux suivantes de ses frères. 
Jules Verne le mentionne de manière erronée en écrivant « Helpmann » dans son roman Les Enfants du capitaine Grant (partie 2, chapitre IV).